# Breakout (Spyro Gyra)
Breakout è il nono album in studio del gruppo musicale statunitense Spyro Gyra, pubblicato nel giugno 1986.
Il disco è stato classificato al primo posto dalla rivista settimanale statunitense Billboard per la categoria Top Jazz Album.

## Tracce
1. Bob Goes to the Store (Kim Stone) – 4:36
2. Freefall (Jay Beckenstein) – 4:52
3. Doubletake (Jay Beckenstein) – 4:05
4. Breakout (Jeremy Wall) – 4:37
5. Body Wave (Richie Morales, Mark Gray) – 4:09
6. Whirlwind (Dave Samuels) – 5:37
7. Swept Away (Jeremy Wall) – 5:31
8. Guiltless (Tom Schuman) – 5:10

## Formazione
- Jay Beckenstein – sassofoni e lyricon
- Tom Schuman – tastiere
- Richie Morales – batteria
- Kim Stone – basso
- Julio Fernandez – chitarra
- Dave Samuels – marimba, vibrafono e tastiere
- Manolo Badrena – percussioni